# Familiennamensgesetz (Türkei)
Mit dem Familiennamensgesetz vom 21. Juni 1934 wurden in der Türkei Familiennamen eingeführt. Das im Januar 1935 in Kraft getretene Gesetz verpflichtet jeden türkischen Staatsbürger, außer seinem Vornamen auch einen Familiennamen zu führen (Art. 1). Der Familienname war als Nachname zu führen und nicht wie zuvor als Beinamen dem Vornamen vorangestellt.

## Hintergrund
Den Namen konnte man selber wählen. Der Name sollte ein türkisches Wort, oder aus einem Wort türkischen Ursprungs gebildet sein. Die Annahme eines Familiennamens hatte bis zum 2. Juli 1936 zu erfolgen. War dies nicht der Fall, so wurde der Name vom Vali, Kaymakam oder von diesen dazu berechtigten Personen vergeben. Dabei standen etwa Aşiret-, ausländische, anstößige oder lächerliche Namen nicht zur Auswahl. Das Gesetz wurde auch dazu genutzt um Stammesstrukturen aufzubrechen. In gewissen Stämmen kam es vor, dass Geschwister und Eltern jeweils verschiedene Nachnamen bekamen. Ferner durften nach dem Gesetz Nr. 2590 keine Anreden und Titel wie „Efendi“, „Bey“ oder „Pascha“ geführt werden und nichttürkische Namensendungen wie armenisch -yan, slawisch -viç oder griechisch -pulos waren verboten. Anders als die Kurden mussten Juden, Griechen und Armenier ihre Namen nicht ändern. Viele taten es aber, um nicht als Angehörige einer ethnischen Minderheit aufzufallen. Kurden jedoch mussten ihre kurdischen Namen im Sinne der Assimilationspolitik ablegen.
Dem Staatsgründer Mustafa Kemal Pascha verlieh die Große Nationalversammlung auf Vorschlag des Diplomaten Saffet Arıkan den Namen „Atatürk“ („Vater der Türken“), welcher durch das Gesetz Nr. 2622 geschützt ist.

## Auswirkungen auf die Gesetzgebung im Ausland
Gegen die Namensänderungen ging ab 2012 der Bundesverband der Aramäer in der Bundesrepublik vor, wodurch viele Aramäer in Deutschland ihre seit 1934 bestehenden türkischen Namen zugunsten von aramäischen Namen wieder umänderten. Seit dem 11. Februar 2014 ist es deutschen Staatsangehörigen in Deutschland möglich, auf Antrag den von Vorfahren vor dem Familiennamensgesetz getragenen Namen zu führen.